# ژاری (لهستان)
ژاری (لهستانی: Żary؛ ‏‎/ʒɑːri/‎ ؛ ‏Zha-ri؛ ‏ [ˈʐarɨ] ()) یک منطقهٔ مسکونی در لهستان است که در شهرستان ژاری واقع شده‌است. ژاری ۳۳٫۲۴ کیلومتر مربع مساحت و ۳۸٬۹۶۷ نفر جمعیت دارد و ۱۶۰ متر بالاتر از سطح دریا واقع شده‌است.

## خواهرخوانده
شهرهای Longuyon، گاردونی و وایسواسر خواهرخوانده‌های ژاری هستند.